# Железняк, Максим Иевлевич
Макси́м Железня́к (Зализня́к) (пол. Maksym Żeleźniak, укр. Максим Ієвлевич Залізняк; ок. 1740 — после 1769) — один из предводителей гайдамаков во время Колиивщины — крестьянского восстания 1768 года против польской шляхты на территории Правобережной Украины.

## Биография
Родился около 1740 года в селе Ивковцы на Черкащине в семье потомственных гайдамаков и приблизительно в 15 лет отправился на Запорожскую Сечь. С 1762 года работал на рыбных промыслах на Днепре. В 1767 году он оставил военную службу, готовился к принятию иноческого чина и был уже послушником в Мотронинском монастыре, когда к нему пришли известия о насилии барских конфедератов над православными жителями украинской земли, которая была тогда под контролем Речи Посполитой (Польши), что вызвало сильное народное недовольство.

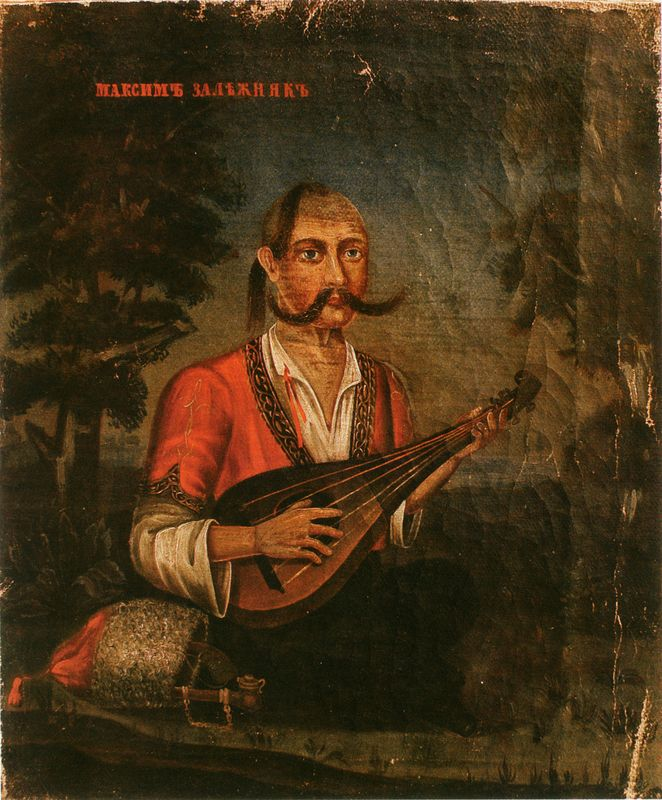
Максим Железняк

Железняк решился поднять народное восстание и стал во главе гайдамацкого отряда из нескольких сот человек, назвавшись запорожским полковником, и созывая к себе народ. Решающую роль сыграли слухи о якобы имеющейся у него грамоте Екатерины II, повелевающей истреблять поляков и евреев на Украине. Толпы народа сошлись на этот призыв, и Железняк, постепенно увеличивая свои силы, в апреле 1768 года вышел из Мотронинского леса и дошел до Умани, истребляя по пути поляков и евреев. Позже был провозглашен гетманом Украины.
Особенно кровавая резня произошла в Умани, куда, как в наиболее укрепленное место, стекалось при появлении первых слухов о восстании большое число поляков. Перед Уманью Железняка встретила надворная казацкая команда киевского воеводы Ф. Потоцкого под предводительством сотника Ивана Гонты, который не вступал с ним в бой, а перешёл на сторону Железняка. После взятия Умани, где, по словам некоторых польских историков, погибло до 20 000 человек поляков и евреев, Железняк провозгласил восстановление Украинского государства — Гетманщины, а Повстанческая Рада, духовенство и местные жители назвали его Гетьманом.

В июне 1768 года присланный генералом П. Кречетниковым отряд под командованием полковника Каргопольского карабинерного полка Гурьева захватил Железняка и Гонту в плен: 
Получен рапорт от полковника Гурьева, что он, прибыв под местечко Гумань, нашел лагерь грабителей, к коим послал поручика Кологривова, с тем чтобы они отдались; но оные, не допустив его до себя, стали стрелять, почему он, увидя их сопротивление, тотчас атаковал и, не дав им оправиться, взял, коих нашлось: наших запорожцев 65 да здешних разных Козаков 780 человек, и при них взято 14 пушек и великое число ружей и протчего, и до тысячи лошадей...

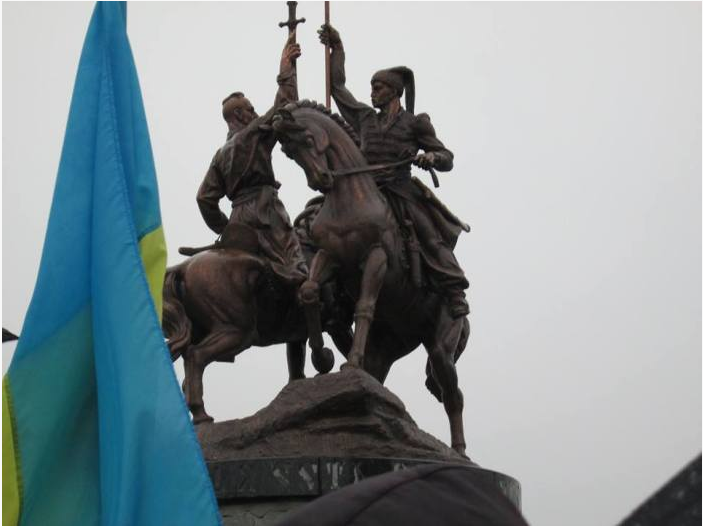
Гонта и Железняк
Памятник в Умани

Как подданный Российской империи, Максим Железняк не был выдан полякам, подобно Ивану Гонте, а остался в руках русских властей. 8 июля 1768 года он был, вместе с 73 товарищами, которые считались русскими подданными, заключен в Киево-Печерскую крепость, а в конце месяца вышло распоряжение о предании его суду в киевской губернской канцелярии. Суд осудил Максима Железняка и его соратников к избиению батогами, клеймению, вырыванию ноздрей и пожизненному заключению в шахтах Нерчинска. Находясь под караулом в окрестностях Ахтырки, Железняк с 51 товарищем сумел бежать, обезоружив охрану, но большая часть бежавших, и в их числе сам Железняк, были вскоре пойманы.
По другой версии, позже, уже находясь на каторге, Максим Железняк снова бежал и даже принимал участие в войне под руководством Пугачёва.
В украинской народной памяти Максим Железняк остался как герой национально-освободительной борьбы с Речью Посполитой и защитником православной веры, его образ сохранился в народных песнях и преданиях в идеализированном виде.
Максим Железняк является одним из главных персонажей знаменитой поэмы Т. Г. Шевченко «Гайдамаки».